# Estación Tilisarao
Tilisarao es una estación ferroviaria ubicada en la localidad de mismo nombre, Departamento Chacabuco, Provincia de San Luis, República Argentina.

## Servicios
No presta servicios de pasajeros desde 1993. Sus vías pertenecen a la empresa estatal de cargas Trenes Argentinos Cargas, aunque lo mantiene como un ramal inactivo.

## Historia
En el año 1904 fue inaugurada la estación, por parte del Ferrocarril Buenos Aires al Pacífico, en el tramo desde La Toma hasta la Estación Adolfo Rodríguez Saá.